# Ägidienplatz (Regensburg)

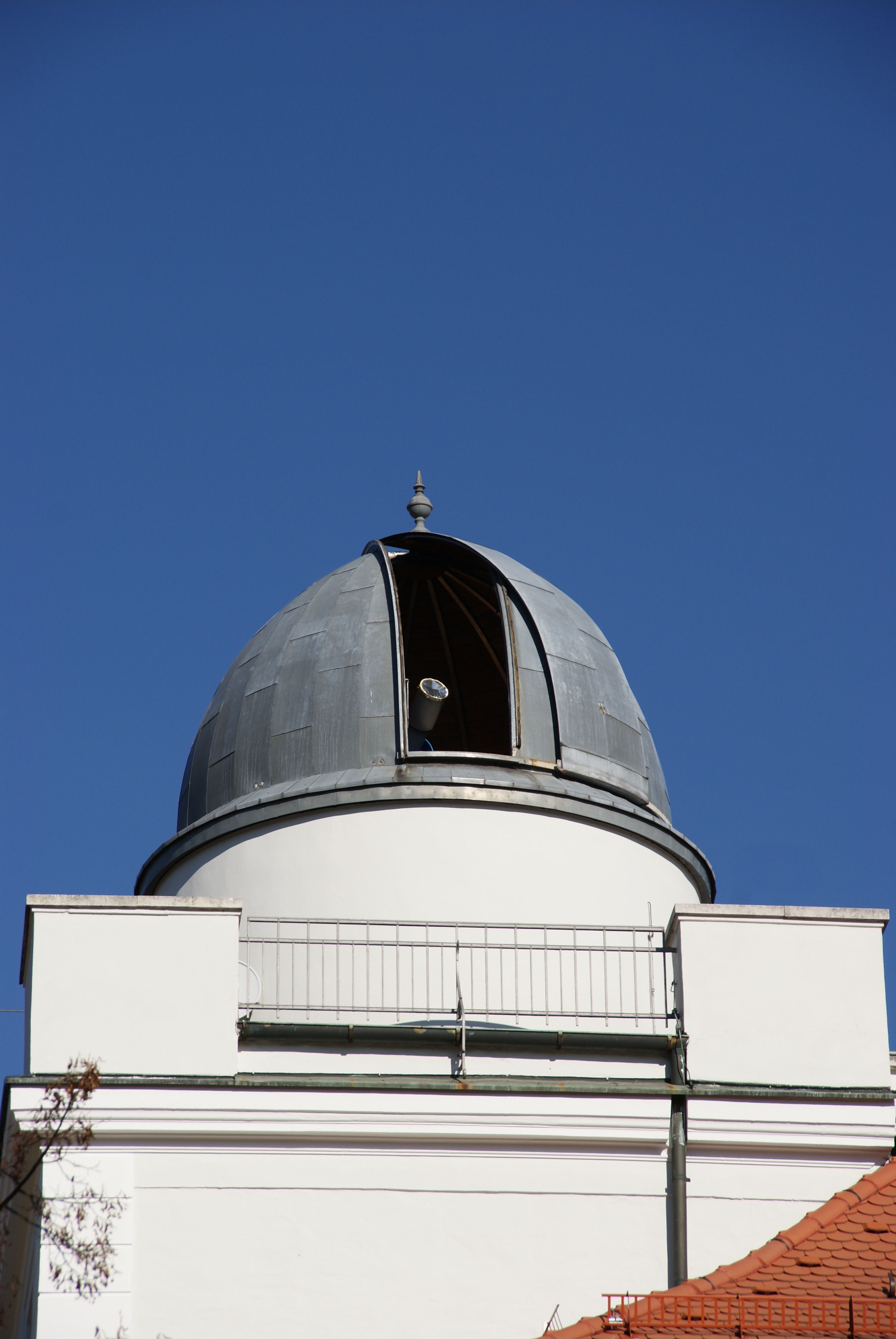
Sternwarte Regensburg

Der Ägidienplatz in der Altstadt von Regensburg war nach seiner Entstehung am Beginn des 13. Jahrhunderts bis zum Ende des 19. Jahrhunderts immer in die Entwicklung der Stadt einbezogen. Im Laufe des 20. Jahrhunderts verlor der Platz ohne Anbindung an die neu entstehenden Verkehrswege seine Bedeutung. Heute liegt der Platz im Abseits der sich lebhaft entwickelnden Altstadt von Regensburg, denn er hat außer der Sternwarte keine touristischen oder gastronomischen Anziehungspunkte und wird deshalb kaum besucht. Seine Bebauung wird überwiegend von übergeordneten Behörden ohne Besucherverkehr genutzt.

## Lage und Nutzung

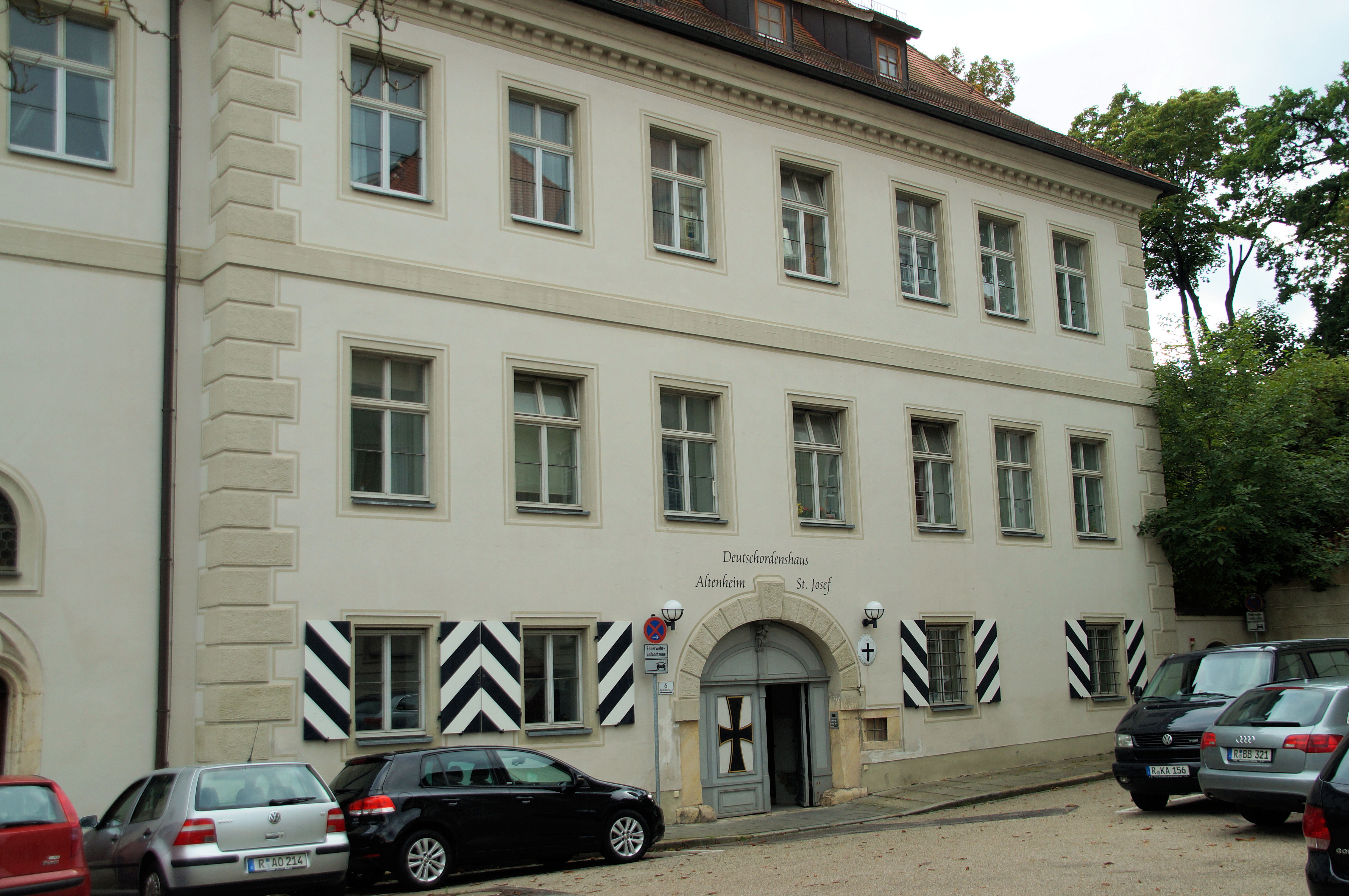
Deutschordenskomturei,
heute kath. Altenheim St. Josef

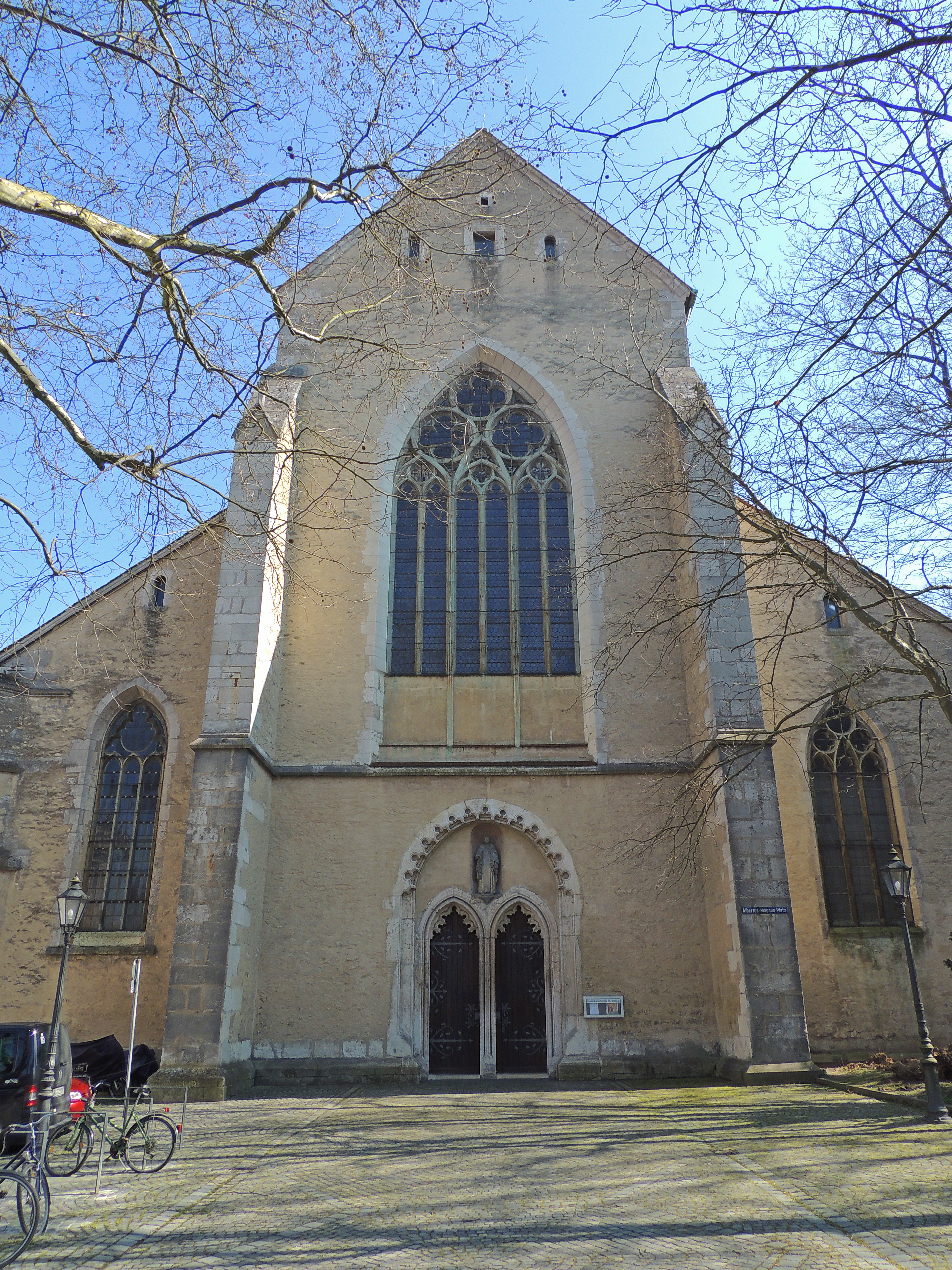
Dominikanerkloster

Der mit Ausmaßen von 50 × 50 m relativ kleine, nahezu quadratische Ägidienplatz in der südwestlichen Altstadt von Regensburg ist vom belebten Bismarckplatz und von der stark genutzten Gesandtenstraße nur 100 m entfernt. Trotz seiner beiden kleinen Rasenflächen ist der Ägidienplatz wegen der abseitigen Lage und wegen weitgehend fehlender Wohnbebauung meist menschenleer. Auf der Westseite des Platzes gibt es außer dem hinter einer Kirche verborgenen Altenheim nur ein einziges, vom Platz aus zugängliches Wohnhaus, das ehemalige Ballhaus, das aber nur teilweise bewohnt ist und von Büros genutzt wird. Von den drei Wohnhäusern am Ostrand des Ägidienplatzes sind zwei zur benachbarten Gasse „Am Ölberg“ orientiert und haben dort auch ihre Zugänge.
Der Ägidienplatz wird diagonal nur von einer Einbahnstraße gequert. Diese Straße ist Teil eines die Altstadt querenden Ost-West-Straßenzuges, der von Kennern als Umgehung der für den Pkw-Verkehr gesperrten Altstadt genutzt werden kann. Im Westen mündet dieser Straßenzug in die Schottenstraße und nimmt vorher noch die Ausfahrt aus der Tiefgarage des benachbarten Bismarckplatzes auf. Der auf dem Ägienplatz Platz verbleibende freie Straßenraum wird für Parkplätze von Anwohnern auch aus der weiteren Umgebung genutzt.
Die Gebäude auf der Nordseite des Platzes liegen alle auf dem großen Gelände des ehemaligen Dominikanerklosters, das sich nach Norden bis hin zur 100 m entfernten Predigergasse erstreckt. Alle Gebäude werden heute, mit Ausnahme des Gebäudes, in dem die Volkssternwarte Regensburg untergebracht ist, staatlich genutzt. Das gilt auch für das ganz im Westen allein stehende Gebäude, bei dem es sich um das 1875 erbaute, ehemalige Königlich-Bayerische Gymnasium handelt. Diese katholische höhere Schule, die in Abgrenzung zum 1880 eröffneten städtischen Neuen Gymnasium (heute: Albrecht-Altdorfer-Gymnasium), später auch als Altes Gymnasium bezeichnet wurde, war der Vorläufer des heutigen Albertus-Magnus-Gymnasiums, das als Neubau im Stadtwesten zu finden ist.
Auch das Gebäude auf der Südseite des Ägidienplatzes im Osten am Eck zur Gasse Am Ölberg, das ehemalige „Neue Deutsche Haus“ des Deutschen Ordens, und das zugehörige westlich anschließende große Freigelände ist heute im Besitz des Freistaats Bayern. Hier und in weiteren Gebäuden auf dem östlich nicht weit entfernten Emmeramsplatz residiert die Regierung der Oberpfalz. Auf einer Informationstafel wird über die frühe und spätere Geschichte des Neuen „Neue Deutsche Haus“ informiert, das 1720 nach Plänen des Baumeisters des Deutschen Ordens Franz Keller errichtet worden war und später dann als Verwaltungsgebäude der ehemaligen Bleistiftfabrik Rehbach genutzt wurde. Das westlich anschließende Freigelände, der ehemalige Klostergarten des Deutschen Ordens, war das Gelände für die Produktionsgebäude der Bleistiftfabrik und wird heute als Behördenparkplatz genutzt.

## Entwicklung des Platzes

### Mittelalter bis 1500

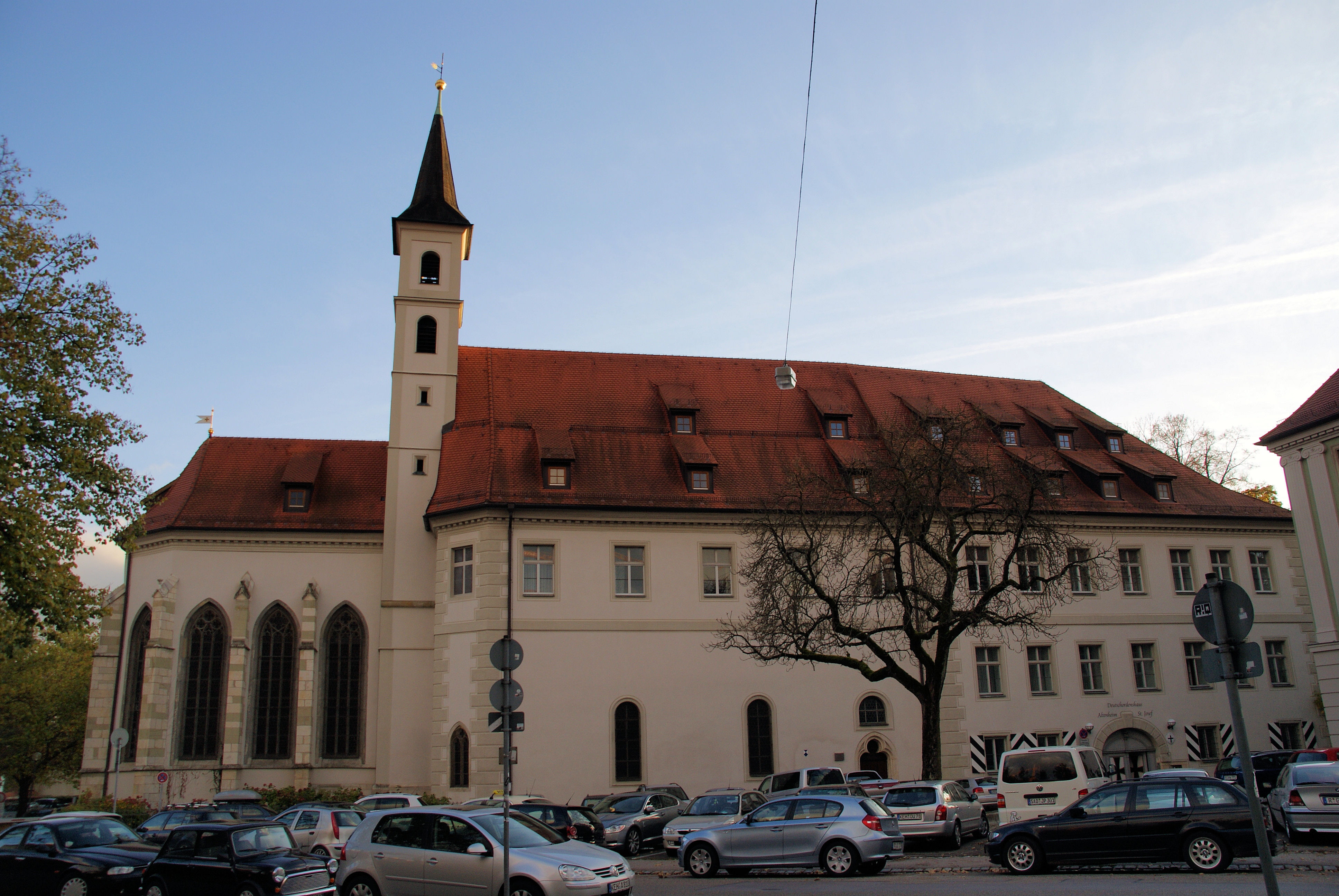
St. Ägidius,
Deutschordenskirche
mit alter Komturei (2010).

Der Ägidienplatz ist einer von mehreren Plätzen dieses Namens, die es auch in Braunschweig, Hannover und Nürnberg gibt. Wie in diesen Städten so wurde auch in Regensburg der Platz nach der namensgleichen Aegidienkirche benannt. Diese Kirche war ursprünglich eine romanische Kirche, die in der Zeit der Burggrafen von Regensburg entstanden war, über deren Entstehung aber keine Einzelheiten bekannt sind. Die Kirche und zugehörige Gebäude, wurden 1210 von Herzog Ludwig I. von Bayern anlässlich der Gründung der Deutschordenskommende St. Ägid (Regensburg) dem Deutschen Orden übergeben. In den folgenden Jahrhunderten wurden die Kirche und die sie umschließenden Komturgebäude bis zum Ende des 15. und 16. Jahrhunderts mehrmals umgebaut und erweitert.

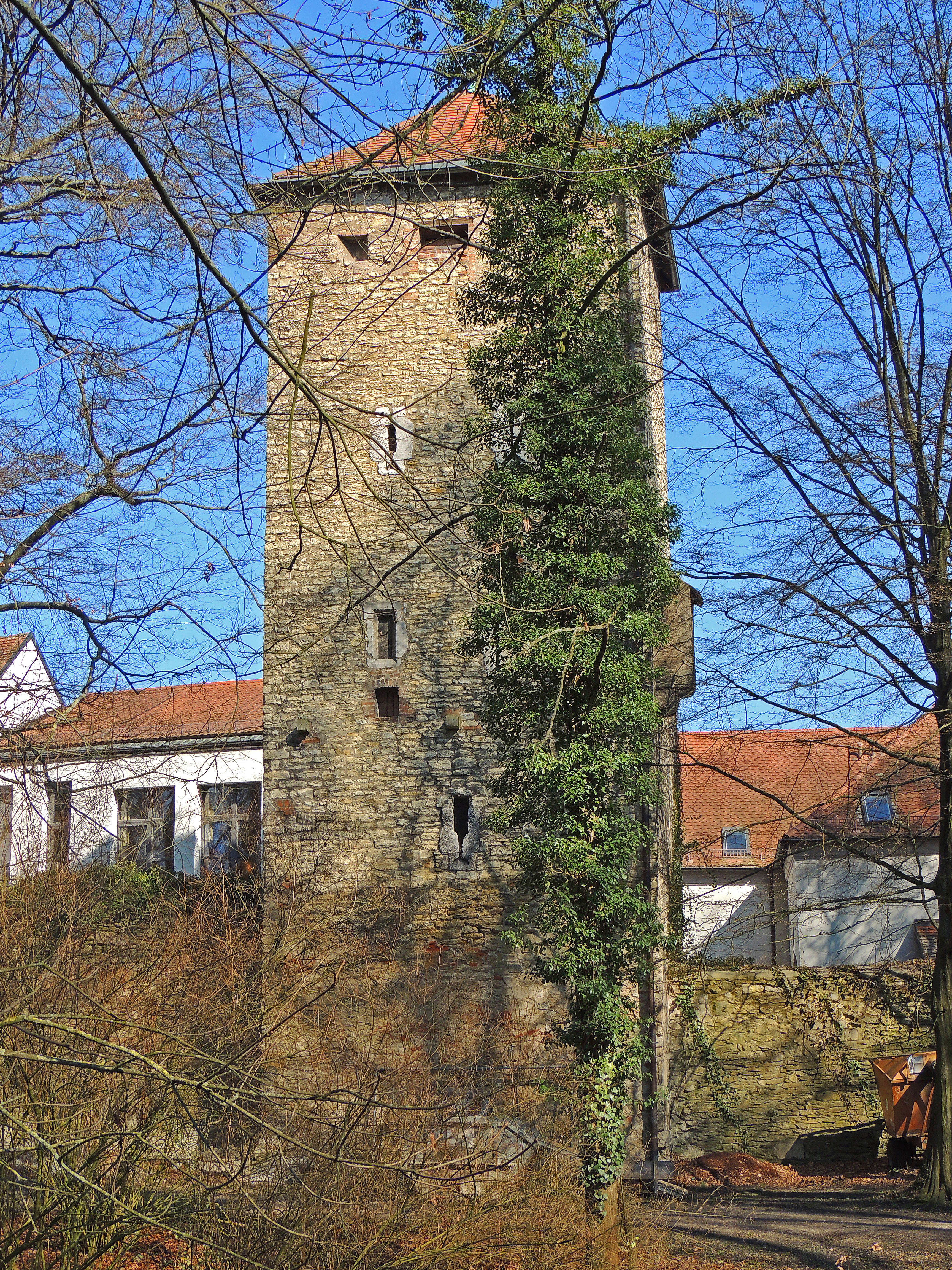
Stadtmauerturm am Ägidienplatz

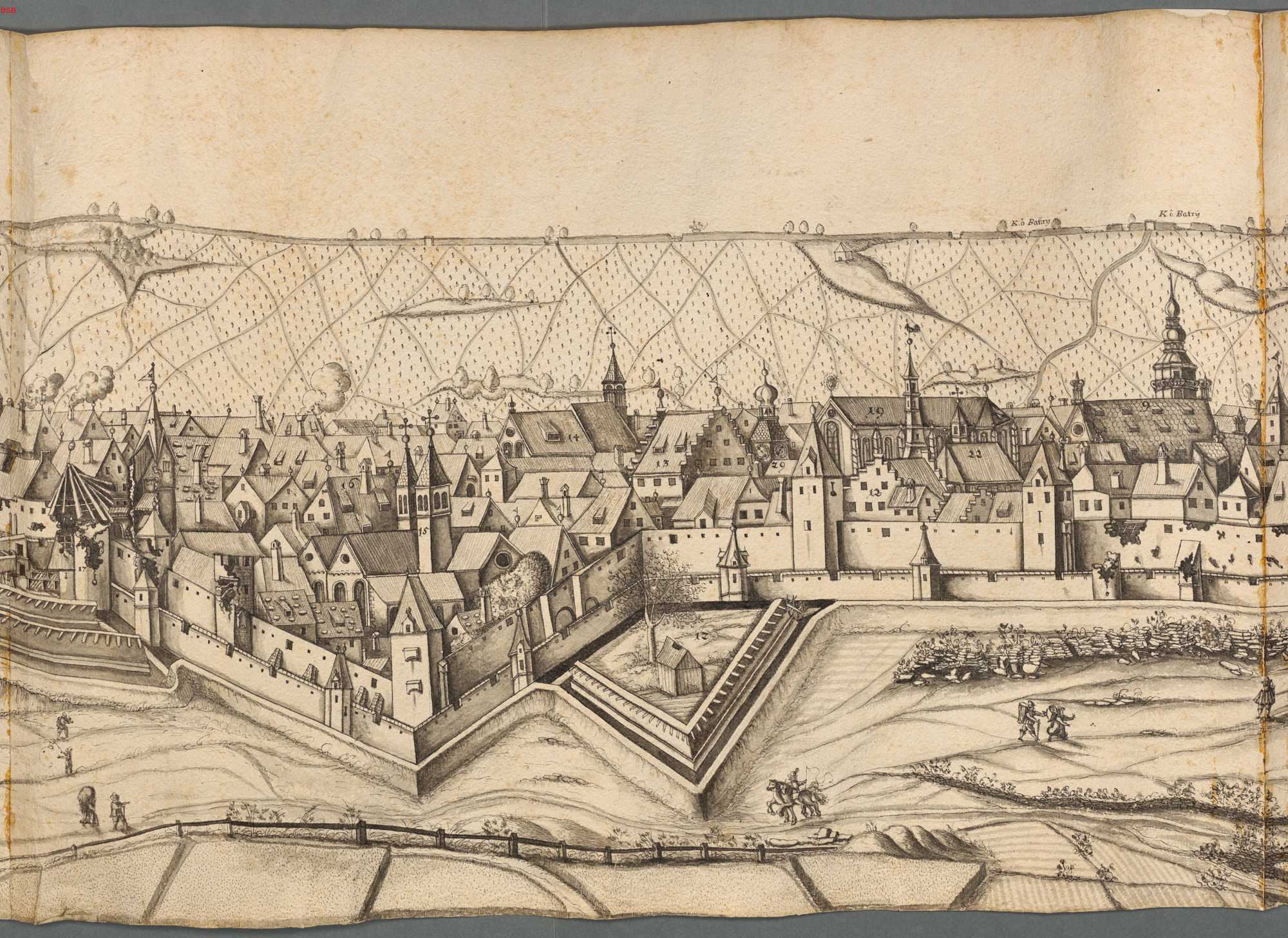
Deutsch-Ordens-Haus mit Bastei(Teutsch Haus mit Werk)

Wenig später um 1229 begannen, nur knapp 200. m nördlich entfernt von der Ägidienkirche, die Mönche des Bettelordens der Dominikaner mit dem Bau der Dominikanerkirche. Auch dieser Orden hatte durch Schenkungen mehrere Grundstücke erhalten, die im Süden bis an den Grundbesitz der Deutschordenskommende heranreichten. Damit war voraussehbar, dass die Gestaltung und Entwicklung des Platzes und damit seine Geschichte von den Aktivitäten dieser beiden Ordensgemeinschaften im Zusammenwirken mit dem dritten Grundeigentümer, der Stadt Regensburg, eng verbunden blieben.
Der Grundbesitz der Ordensgemeinschaften endete im Westen des Platzes dort, wo der städtische Grundbesitz begann. Dort verlief von Nord nach Süd die Arnulfinische Stadtmauer. Sie war 920 erbaut worden und wurde ab 1290 im Zuge der Stadterweiterungen durch die mittelalterliche Stadtmauer ersetzt. Als Ergebnis des Mauerneubaus verschwand beim Dominikanerkloster die alte Stadtmauer, die dort vor dem Westportal der Kirche verlief. Für die Gebäude der Deutschordenskommende auf dem Ägidienplatz ergaben sich keine großen Veränderungen. Die neue mittelalterliche Stadtmauer verlief nun nicht mehr dem Beraiterweg folgend auf dem Ägidienplatz. Die neue Mauer verlief dem Verlauf des heutigen Wiesmeierwegs von Westen her folgend zunächst zwar in Richtung Ägidienplatz nach Osten, bog dann aber nach Süden ab, bevor der Ägidienplatz erreicht wurde. Sie folgte dem Grenzverlauf des Grundstücks der Deutschordenskommende nach Süden, um 300 m weiter südlich das Kloster Sankt Emmeram zu erreichen. Dort schloss die neue Mauer an das ebenfalls dort neu erbaute Emmeramer Tor an. Ein Teilabschnitt dieser mittelalterlichen Stadtmauer hat sich bis heute gut erhalten und ist im Hinterhof des heutigen Altersheims zugänglich, am besten über die südlich verlaufende Sackgasse ″Ägidiengang″.
In diesem Teilabschnitt der Stadtmauer findet sich mit dem Ägidienturm auch einer der beiden noch heute erhaltenen Mauertürme der mittelalterlichen Stadtmauer. Hier war es auch, wo 1337 der Regensburger Ratsherr Konrad Frumold als Verschwörer tätig wurde. Hier versuchten er und seine Mitverschwörer heimlich in wochenlanger Arbeit und mit einem unterirdischen Gewölbe als Ausgangspunkt einen Gang unter der Stadtmauer hindurch zu graben. Sie wollten einem Heer von Kaiser Ludwig dem Bayern Einlass verschaffen, der die Absicht hatte, die Stadt Regensburg zu unterwerfen. Der Plan wurde kurz vor seiner Vollendung aufgedeckt und die Verschwörer hingerichtet. Das unterirdische Gewölbe wurde 1818 bei Grabungen von Coelestin II. Steiglehner aufgefunden, jedoch bereits um 1840 bei Kanalisierungsarbeiten zerstört.
Als später im 16. Jahrhundert die Städtmauern durch den Bau von Basteien verstärkt wurden, wurde auch bei der West-Süd-Rundung der Stadtmauer am Ägidienplatz eine Bastei gebaut und dort die sog. Deutsch-Orden-Batterie platziert. Zusammen mit der Bastei am Jakobstor wurde diese Bastei im Dreißigjährigen Krieg ein Hauptangriffspunkt der bayerischen Artillerie im Verlauf der Kämpfe um Regensburg.

### Nach 1500
Im 16. Jahrhundert kam es immer wieder und auch über längere Zeiträume hinweg zu Streitigkeiten zwischen den Ordensgemeinschaften untereinander und mit der Stadt Regensburg über die Grenzverläufe auf dem Platz. Auch die Nutzung des städtischen Areals im Westen des Platzes gab Anlass zum Streit. Als die Stadt dort 1564 ihren Schweine- und Pferdemarkt betrieb und 1682 sogar eine Abfallgrube entstand, die auch für tote Tiere benutzt wurde, errichteten die Deutschherren eine Mauer, die nach Auffassung der Stadt auf städtischem Gebiet lag, aber zunächst geduldet wurde. 1643 ließ die Stadt bei einer vom Deutschen Orden bei der Kirche errichten hölzernen Plankenabsperrung des Bürgersteigs die im Holz eingebrannten Ordens-Zeichen durch städtische Symbole ersetzen. Die dadurch städtisch gewordenen Holzplanken wurden von den Bauern, die dem Orden zinspflichtig waren, abgesägt, woraufhin die Bauern von der Stadt in Gefangenschaft gesetzt wurden.

### Nach 1600 Ballhaus

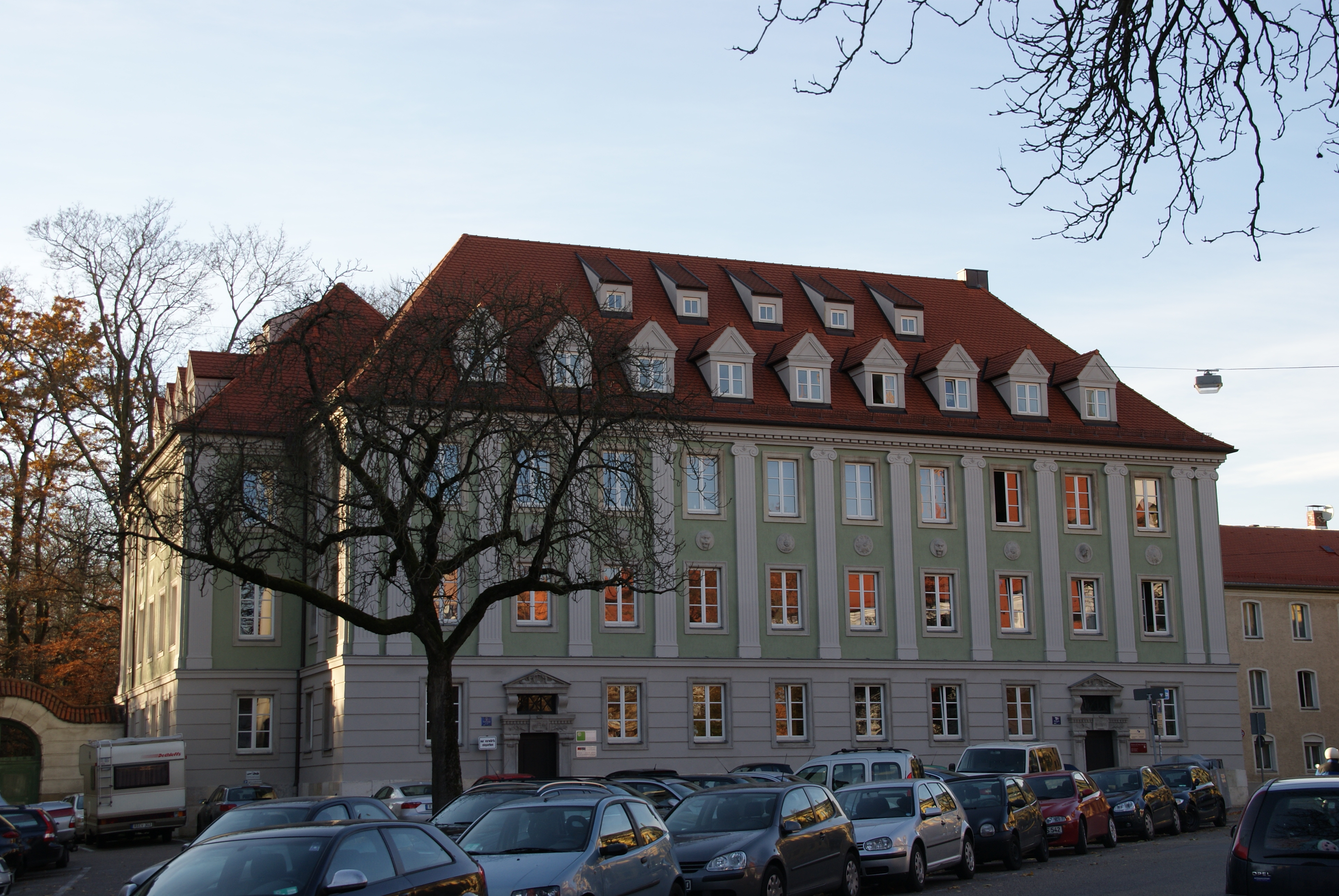
Nachfolgebau des Ballhauses, ehem.
fürstl. Beamtenwohnhaus

Nach Abschluss des Westfälischen Friedens wurde beschlossen, dass 1653 in Regensburg ein Reichstag stattfinden sollte, um offen gebliebene Fragen im Friedensvertrag zu klären. Als das nicht gelang, wurde für 1663 ein neuer Reichstag beschlossen, der dann zum Immerwährenden Reichstag wurde. Weil viele Gesandte erwartet wurden, begann der Rat der Stadt auf dem städtischen Gelände des Ägidienplatzes unmittelbar an der Stadtmauer 1652 mit dem Bau eines Ball- und Komödienhauses für Veranstaltungen zur Unterhaltung der erwarteten Gesandten. Der Baubeginn des Holzgebäudes hatte einen jahrzehntelangen Streit mit der Deutschordenskommende und mit den Dominikanern zur Folge. Die Ordensbrüder fühlten sich durch den geplanten Betrieb, den zugehörigen Abort außerhalb des Gebäudes und die weit ausladende Dachtraufe belästigt. Man befürchtete auch eine erhöhte Brandgefahr und beklagte am kaiserlichen Hof auch die Verletzung von Grundstücksrechten. Obwohl sich die Stadt rechtfertigen konnte, kam es zunächst zur Einstellung des Baus. Erst als 1760 das fürstliche Haus Thurn und Taxis das Ballhaus anmietete, wurden die Klagen der Orden zurückgezogen. Der große Einfluss des Fürsten Thurn und Taxis am kaiserlichen Hof machte es 1783 sogar möglich, das Ballhaus für große Opern- und Theateraufführungen zu erweitern. Erst im März 1804 wurde der Theaterbetrieb eingestellt, das Gebäude an das fürstliche Haus Thurn und Taxis verkauft und nur noch als Remise für Kutschen und Wagen genutzt. Nach dem Bau einer neuen Garagenanlage (heute: Fürstliches Brauhaus) und dem Helenentor in der dem Schloss westlich benachbarten Waffnergasse wurde das hölzerne Ballhaus 1922 abgetragen und durch ein Wohnhaus für fürstliche Beamte ersetzt, wie eine zeitgenössische steinerne Informationstafel an der Nordseite des heutigen Gebäudes festhält.

### Nach 1700

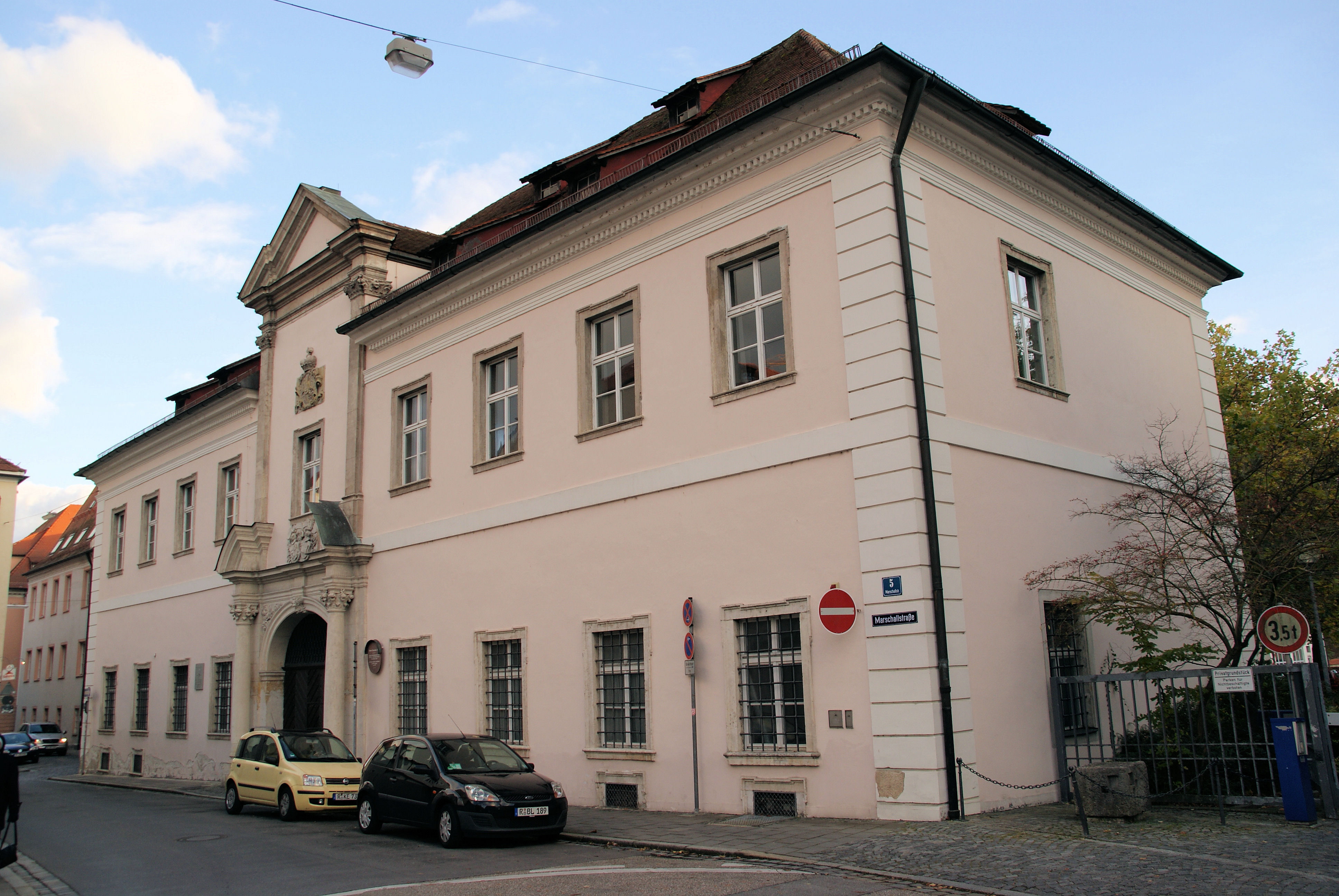
Ehem. Neues Deutsches Haus der Deutschordenskommende

Zwischen 1720 und 1726 ließ die Deutschordenskommende am südöstlichen Ausgang des Ägidienplatzes zum Straßenzug Am Ölberg / Waffnergasse das sog. Neue Deutsche Haus als Eckgebäude nach den Plänen des Ordensbaumeisters Franz Keller errichten. Das neue Gebäude war durch ein großes Gartengelände abgetrennt von der Ägidienkirche und den sich an die Kirche nach Westen und Süden anschließenden Komturgebäuden, mit denen auch das Langhaus der Kirche überbaut worden war.
Mit dem Reichsdeputationshauptschluss kamen 1803 das Grundstück und die Gebäude der Deutschordenskommende Regensburg an das Fürstentum Regensburg und damit in den Besitz von Fürstprimas Karl Theodor von Dalberg. Er verkaufte 1809 das Neue Deutsche Haus mit dem Gartengelände an den Freiherrn Alexander Ferdinand von Lilien. Nach dessen Tod verkauften die Erben Gebäude und Gartengrundstück an Johann Jakob Rehbach, der dort die Bleistiftfabrik Rehbach aufbaute, die bis 1934 bestand. Die Fabrik war im 19. Jahrhundert die größte industrielle Produktionsstätte in Regensburg, wie es eine Inschrifttafel an dem Gebäude besagt.
1837 kamen die Ägidienkirche und die sie umgebenden Komtureigebäude des Deutschen Ordens in den Besitz des Regensburger Domkapitels. Hier fand das katholische Josephskrankenhaus, das bis dahin gemeinsam mit dem evangelischen Krankenhaus in der Ostengasse 27 untergebracht war, einen neuen Standort bis 1929 das Krankenhaus der Barmherzigen Brüder im Westen der Stadt den Betrieb aufnahm. Nach dem Auszug des Krankenhauses war in dem Gebäude das Altenpensionat St. Josef untergebracht. 1978 wurde mit einem modernen Neubau ein Pflegeheim südlich des alten Komtureigebäudes geschaffen. Seitdem ist auch die Kirche Teil des Altenheims.

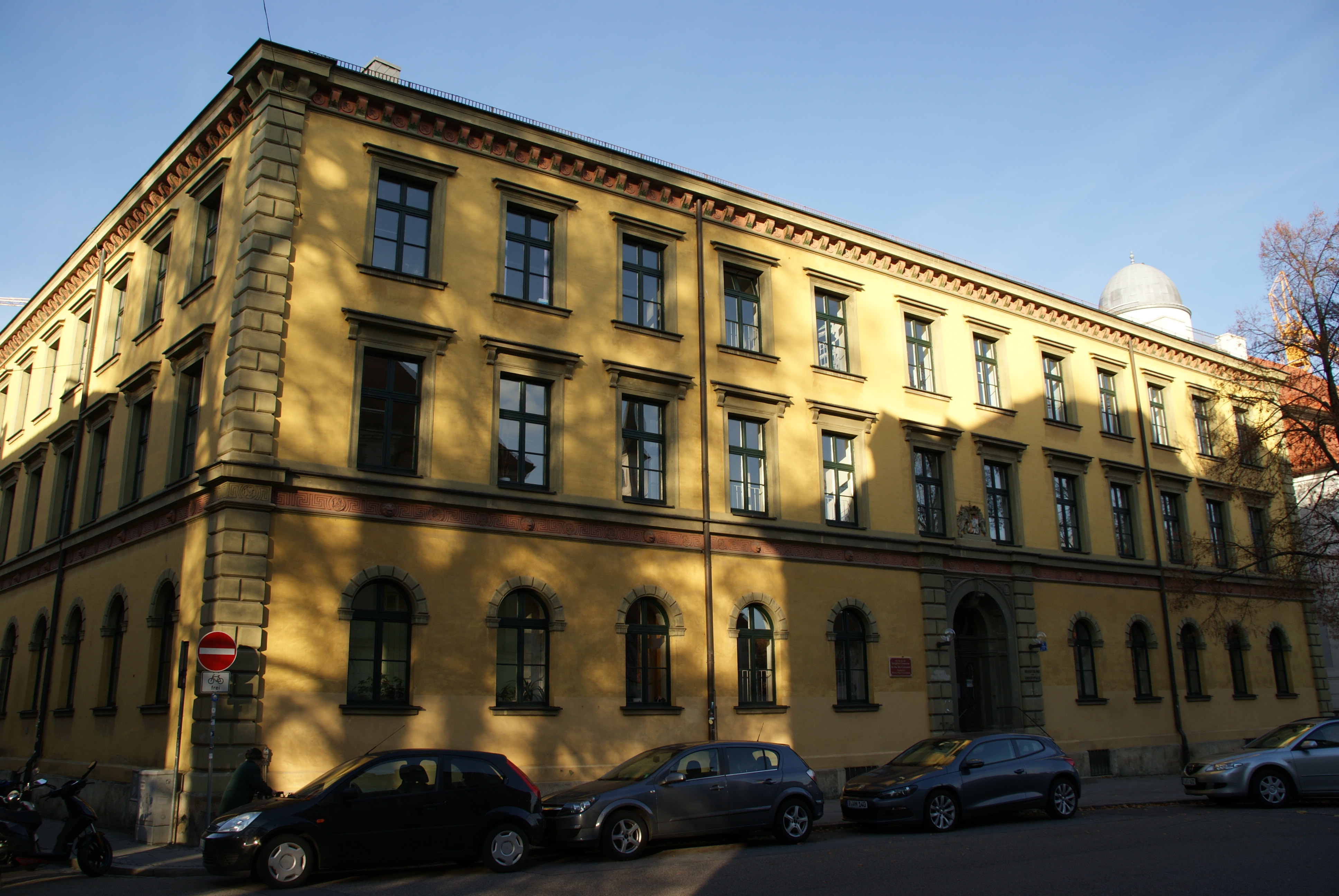
Ehemaliges
Kgl. Bayerisches Gymnasium

1872 wurde auf dem Gelände südlich des säkularisierten Dominikanerklosters ein 3-geschossiger 3-flügeliger Schulhausneubau mit Neurenaissancefassade erbaut. Hier bekam ab 1875 das katholische Königlich-Bayerische Gymnasium ein neues Domizil, das in Abgrenzung zu dem 1880 eröffneten evangelischen Neuen Gymnasium (heute: Albrecht-Altdorfer-Gymnasium) Altes Gymnasium genannt wurde. Das Gebäude wurde bis 1965 genutzt, als die Schule, umbenannt in Albertus-Magnus-Gymnasium, einen Neubau im Westen der Stadt bezog. Für einige Jahre wurde das Gebäude noch als Bibliothek der damals im Aufbau befindlichen Universität Regensburg genutzt und ist heute eine Dependance der Regierung der Oberpfalz.